# Li Ning
Li Ning (en xinès simplificat: 李宁; en xinès tradicional: 李寧; pinyin: Lǐ Níng) (Liuzhou, Xina 1963) és un gimnasta artístic xinès, ja retirat, guanyador de sis medalles olímpiques.

## Biografia
Va néixer el 10 de març de 1963 a la ciutat de Liuzhou, ciutat que forma part de la provícia de Guangxi. Està casat amb la gimnasta i medallista olímpica Chen Yongyan.
Li Ning es va unir a l'equip de gimnàstica de la Regió Autònoma de Guangxi Zhuang el 1971 i va ser seleccionat per a l'equip nacional de gimnàstica de la Xina el 1980.
Al VI Campionat Mundial de Gimnàstica el 1982, va guanyar sis medalles d'or en all-around individual, exercici de pis, cavall amb arcs, anelles, salt, barra horitzontal i bronze en barres paral·leles dels 7 concursos masculins, produint un resultat sense precedents a la història de la gimnàstica mundial. Per això va ser conegut com el Príncep de la Gimnàstica.
A la seva carrera gimnàstica de 17 anys, Li Ning va guanyar 14 campionats mundials i 106 medalles d'or en competències de gimnàstica a la Xina i a l'estranger. Molts gimnastes el consideren el gimnasta masculí més hàbil i el gimnasta masculí més perfecte que mai hagin vist. Els seus moviments originals són: Penjant de la part posterior dels anells i després balancejant cap al suport en angle recte, Els anells se sostenen i després es giren i després es pengen per formar un suport, El cavall amb arcs es creua 90 graus, després l'anell únic es para cap per avall i cau per formar un suport i Barres paral·leles, Revestiment d'encreuament al cavall amb arcs i Revestiment a les barres paral·leles".
Als Jocs Olímpics de Los Angeles del 1984, Li Ning va guanyar tres ors, dues plates i un bronze, cosa que el va convertir en l'atleta amb més medalles als Jocs Olímpics. Tot i això, als Jocs Olímpics de Seül quatre anys després, a causa de la falta d'èxit a la gimnàstica nacional xinesa, Li Ning, que s'havia retirat prèviament, va haver de jugar amb una lesió.

### Després de la gimnàstica

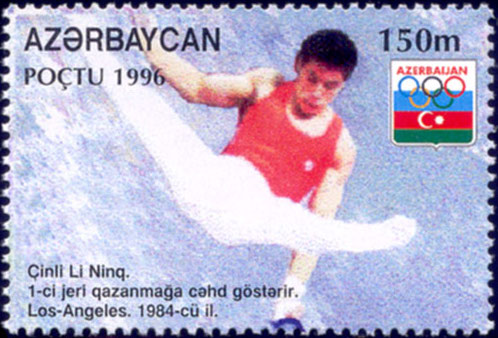
Li Ning en un segell d'Azerbaidjan del 1996.

Li es va retirar de la competició esportiva el 1988, i el 1990 va fundar Li-Ning Company Limited, que ven calçat i roba esportiva a la Xina. Ell segueix sent president del consell d'administració de l'empresa. Segons la llista de rics de la Xina del 2014 de Hurun Report, té una fortuna estimada en 5.000 milions de RMB, cosa que el converteix en la 407a persona més rica de la Xina.
Li va ingressar al Saló Internacional de la Fama de la Gimnàstica l'any 2000, convertint-se en el primer xinès a ingressar-hi.
Li Ning es va graduar de la Facultat de Dret de la Universitat de Pequín el 2002, i el mateix any va anar a l'Escola d'Administració de Guanghua de la Universitat de Pequín per estudiar un mestratge en administració d'empreses per a executius. La Universitat de Loughborough i la Universitat Politècnica de Hong Kong van atorgar doctorats honoraris a Li Ning el 2001 i 2008 respectivament. El 2010, la Universitat de Ciència i Tecnologia de Hong Kong li va atorgar un càrrec acadèmic honorari.
El 2017, es va erigir una estàtua en honor seu a la vora del llac Leman a Montreux.

## Vida personal
Li està casat amb Chen Yongyan, una gimnasta que va guanyar un bronze olímpic als Jocs Olímpics de Los Angeles 1984.

## Carrera esportiva
Va participar, als 21 anys, en els Jocs Olímpics d'Estiu de 1984 realitzats a Los Angeles (Estats Units), on va aconseguir guanyar la medalla d'or en l'exercici de terra, anelles, compartint podi amb el japonès Koji Gushiken, i cavall amb arcs, compartint podi amb el estatunidenc Peter Vidmar; la medalla de plata en el concurs complet (per equips) i salt sobre cavall, compartint podi amb el estatunidenc Mitchell Gaylord i els japonesos Koji Gushiken i Shinji Morisue; i la medalla de bronze en el concurs complet (individual). En aquestes mateixos Jocs finalitzà sisè en la prova de barres paral·leles.
Participà en els Jocs Olímpics d'Estiu de 1988 celebrats a Seül (Corea del Sud), si bé una lesió impedí que estigués a ple rendiment i finalitzà quart en el concurs complet (per equips) i cinquè en la prova d'exercici de terra, aconseguint sengles diplomes olímpics, com a resultats més destacats.
Al llarg de la seva carrera guanyà onze medalles al Campionat del Món de gimnàstica artística, entre elles dues medalles d'or.
Retirat de la competició activa el 1989, en els Jocs Olímpics d'Estiu de 2008 realitzats a Pequín (Xina) fou l'encarregat d'encendre el peveter olímpic durant la cerimònia d'inauguració dels Jocs a l'Estadi Nacional de Pequín, després de ser hissat a l'aire amb cables i fer la mímica de córrer al voltant de la vora de la coberta de l'estadi.